# 謝欣霓
謝欣霓（Hsin-Ni Hsieh，1971年9月10日—），臺灣臺南縣人，民主進步黨籍政治人物。曾任第14届台南縣議員、第六屆立法委員。

## 家庭
- 祖父：謝水藍，前台灣省參議員[1]
- 父親：謝錦川，民進黨籍前立法委員
- 弟弟：謝賢(路卡卡, LUKAKA)，為PTT前站長。謝賢現為民進黨青年軍一員。

## 生平

### 政治生涯
1998年1月當選为第14届台南縣議員，2004年底民進黨徵召至台中縣，參與第六屆立法委員選舉，以該選區第二高票當選。2006年，謝欣霓因檢舉前台北市長馬英九的特别費事件，使她名聲大增。
2007年5月26日，民進黨台中縣第三選區區域立法委員黨內初選電話民調結果揭曉，謝欣霓以總分（民調比例與黨員票比例加總）49.86%敗選，前新潮流系的簡肇棟以總分50.14%勝選。2007年5月28日，民進黨立法委員徐國勇陪同謝欣霓赴民進黨中央黨部遞交申訴書，要求黨內初選的民調計分過程剔除山水民意研究的民調結果，因為該公司在此次黨內初選期間長期接受簡肇棟私人委託；民進黨秘書長林佳龍接下申訴書後說，將儘速由「初選民調委員會」五人小組（林佳龍、葉菊蘭、楊秋興、黃慶林、柯建銘）開會處理。
2008年卸任立法委員後，加入民進黨總統候選人謝長廷的競選團隊，成為發言人之一。
2022年3月5日，以Facebook於「三立新聞」粉絲頁，指稱受召集之人員為「沒用的傢伙」。

### 演藝生涯
2008年1月，謝欣霓與曾陽晴主持新眼光電視台談話性節目《九點新看見》。
2009年7月16日，謝欣霓參加中視綜藝節目《週日大精彩》錄影並預先接受該節目「明星開麥拉」單元改造外型，以行動宣告轉進演藝圈。
2009年10月20日，謝欣霓參加東森綜合台節目《大老婆俱樂部》錄影。該日19時，錄影結束後，謝欣霓被《蘋果日報》直擊與卓榮泰在台北市塔悠路上的一家海鮮餐廳共進晚餐至21時，兩人餐後搭乘謝欣霓的賓士車返回謝欣霓天母住處，直到10月21日凌晨都不見卓榮泰出門。
2009年10月23日，謝欣霓證實已在2009年7月與前夫郭達儒簽字離婚，1子1女的監護權歸郭達儒所有。 2009年10月26日，謝欣霓參加超視節目《命運好好玩》錄影時強調「確定自己是單身」，也坦承自己虧欠前夫與家庭很多。
2009年10月29日晚間，謝欣霓無預警出席台灣電影《艋舺》殺青酒會，自稱很想向該片導演鈕承澤爭取扮演該片演員阮經天的媽。
2009年11月1日，謝欣霓與趙自強主持的年代MUCH台節目《真情台灣》開始錄影，謝欣霓的好友鄭運鵬贊助該節目手機來電答鈴行銷費新台幣30萬元。

## 爭議

### 謊報學歷
2004年，謝欣霓代表民進黨參選第六屆立法委員，涉及謊報其最高學歷為靜宜大學。當選後，進一步向立法院人事處謊報其「最高學歷」為「靜宜大學畢業」。

## 選舉紀錄
| 年度 | 選舉屆數               | 選舉區           | 所屬政黨   | 得票數 | 得票率 | 當選標記 | 備註 |
| ---- | ---------------------- | ---------------- | ---------- | ------ | ------ | -------- | ---- |
| 1998 | 第十四屆臺南縣議員選舉 | 臺南縣第十選舉區 | 民主進步黨 | 5,680  | 7.78%  |          |      |
| 2004 | 第六屆立法委員選舉     | 臺中縣選舉區     | 民主進步黨 | 59,246 | 9.37%  |          |      |

## 外部連結
- 謝欣霓的Facebook專頁
- 立法院 謝欣霓委員簡介